# ЭЮЯ
«ЭЮЯ» (на обложке стилизовано как «…ЭЮЯ.,») — четвёртый студийный альбом группы «Танцы Минус», вышедший в мае 2006 года на лейбле «Фирма грамзаписи „Никитин“».

## История создания
С момента предыдущего релиза группы «Теряя тень» прошло 4,5 года. Процесс сочинения и записи нового материала проходил непросто. Альбом трижды анонсировался, получавшийся материал подвергался переработке и фактически был записан с помощью приглашённых музыкантов.
Альбом вышел 18 мая 2006 года. Презентация пластинки прошла в клубе «16 тонн». На песни «Небэль», «Ю», «Романтика» и «Жуть» были сняты клипы.

## Видеоклип «Небэль»
Клип снимался в Париже во время студенческих волнений. Режиссёром выступил Михаил Соловьев, уже имевший опыт работы с группой, а оператором стал Алексей Федоров. Сюжет видео строится на встрече Вячеслава Петкуна с персонажем «Нотр-Дам де Пари» Квазимодо, которого сыграл Тимур Ведерников. Сцены клипа проходили в таких местах, как площадь перед Собором Парижской Богоматери, Бульвар Капуцинок и др. На протяжении съёмок герой Ведерникова привлекал большое внимание со стороны туристов и жителей города.

## Список песен
| №   | Название                | Длительность |
| --- | ----------------------- | ------------ |
| 1.  | «Бессердечность»        | 3:50         |
| 2.  | «Реки (Дожди и газеты)» | 3:11         |
| 3.  | «Романтика»             | 4:14         |
| 4.  | «Свеча»                 | 5:55         |
| 5.  | «Небэль»                | 4:10         |
| 6.  | «Ю»                     | 4:26         |
| 7.  | «Если»                  | 3:54         |
| 8.  | «Пароль (piano)»        | 3:18         |
| 9.  | «Жуть»                  | 3:49         |
| 10. | «Discorock»             | 4:13         |
| 11. | «Ждать»                 | 5:00         |
| 12. | «Засыпальная»           | 3:00         |
| 13. | «Просыпальная (Прежде)» | 3:40         |